# Listă de filme australiene
Aceasta este o listă de filme produse de industria de film australiană de la primele filme din anii 1896-1919 până în prezent. Listele sunt ordonate cronologic:

## Primele filme
- Listă de filme australiene: 1896 - 1919: The Melbourne Cup (1896), Social Salvation (1898), Soldiers of the Cross (1900), The Story of the Kelly Gang (1906), Moora Neya, or The Message of the Spear (1911), The Sentimental Bloke (1919)
- Listă de filme australiene din anii 1920: For the Term of His Natural Life (1927)

## Anii 1930-40
- Listă de filme australiene din anii 1930: In the Wake of the Bounty (1933)
- Listă de filme australiene din anii 1940: Forty Thousand Horsemen (1940), Kokoda Front Line! (1942),

## Anii 1950-60
- Listă de filme australiene din anii 1950: Jedda (1955), Conquest of The Rivers (1958), Hard to Windward (1958), Edge of The Deep (1959), The Power Makers (1959)
- Listă de filme australiene din anii 1960: Three in a Million (1960), Bypass to Life (1962), Night Freighter (1962), The Land That Waited (1963), The Dancing Class (1964), I The Aboriginal (1964), The Legend of Damien Parer  (1965), Stronger Since The War (1965), Clay (1965),[1] They're a Weird Mob (1966), Concerto for Orchestra (1966), Cardin in Australia (1967), The Change at Groote  (1968), The Talgai Skull (1968), Jack and Jill: A Postscript (1969), Skippy And The Intruders (1969)

## Anii 1970
- Listă de filme australiene din 1970
- Listă de filme australiene din 1971
- Listă de filme australiene din 1972
- Listă de filme australiene din 1973
- Listă de filme australiene din 1974
- Listă de filme australiene din 1975
- Listă de filme australiene din 1976
- Listă de filme australiene din 1977
- Listă de filme australiene din 1978
- Listă de filme australiene din 1979

## Anii 1980
- Listă de filme australiene din 1980
- Listă de filme australiene din 1981
- Listă de filme australiene din 1982
- Listă de filme australiene din 1983
- Listă de filme australiene din 1984
- Listă de filme australiene din 1985
- Listă de filme australiene din 1986
- Listă de filme australiene din 1987
- Listă de filme australiene din 1988
- Listă de filme australiene din 1989

## Anii 1990
- Listă de filme australiene din 1990
- Listă de filme australiene din 1991
- Listă de filme australiene din 1992
- Listă de filme australiene din 1993
- Listă de filme australiene din 1994
- Listă de filme australiene din 1995
- Listă de filme australiene din 1996
- Listă de filme australiene din 1997
- Listă de filme australiene din 1998
- Listă de filme australiene din 1999

## Anii 2000
- Listă de filme australiene din 2000
- Listă de filme australiene din 2001
- Listă de filme australiene din 2002
- Listă de filme australiene din 2003
- Listă de filme australiene din 2004
- Listă de filme australiene din 2005
- Listă de filme australiene din 2006
- Listă de filme australiene din 2007
- Listă de filme australiene din 2008
- Listă de filme australiene din 2009

## Anii 2010
- Listă de filme australiene din 2010
- Listă de filme australiene din 2011
- Listă de filme australiene din 2012
- Listă de filme australiene din 2013
- Listă de filme australiene din 2014
- Listă de filme australiene din 2015
- Listă de filme australiene din 2016
- Listă de filme australiene din 2017
- Listă de filme australiene din 2018
- Listă de filme australiene din 2019

## Anii 2020
- Listă de filme australiene din 2020
- Listă de filme australiene din 2021

## Legături externe
- Screen Australia
- National Film and Sound Archive of Australia (NFSA)
- Australian Film Commission (AFC) la Wayback Machine (archived 11 noiembrie 2007)
- Australian Film, Television and Radio School (AFTRS)
- Film Australia la Biblioteca Congresului (archived 15 mai 2009)
- Australian Film Finance Corporation (FFC) Arhivat în 20 mai 2019, la Wayback Machine.
- Australia Council la Wayback Machine (archived 16 iulie 2006)
- Office of Film and Literature Classification (OFLC) la Wayback Machine (archived 7 ianuarie 2009)
- Australian Film Institute (AFI) Arhivat în 3 mai 2019, la Wayback Machine.
- Australian Screen Directors Association (ASDA)
- Film and Television Institute, Perth (FTI)